# 이집 (1438년)
이집(1438년 ~ 1509년)은 조선 중기의 문신이며 본관은 성주, 자는 화숙, 시호는 공숙이다. 영의정 이직의 증손자이며 할아버지는 이사후, 아버지는 태종의 부마 성원위 이정녕이다.

## 생애
1459년에 음서로 벼슬에 나가서 북부녹사, 현릉직, 남부사선공녹사, 경복궁별제, 예빈시직장, 간경도감판관 등을 했고 1468년에 생원시에 합격하여 형조정랑, 군기시첨정, 내섬시부정 등을 했으며 1476년에는 사헌부집의에 제수되었다. 1477년에 다시 사헌부장령, 사헌부집의를 하다가 내섬시부정으로 옮겼고 1479년에 문과에 급제하여 돈녕부정, 상의원정, 사섬시정, 사복시정을 거쳐 1483년에 봉상시정이 되었다가 당상관으로 승진하였고 장례원판결사에 제수되었다. 1485년에는 황해도관찰사, 1486년에는 사간원대사간, 1487년에는 이조참의, 1488년에는 전라도관찰사, 1489년에는 호조참의가 되었다. 이후 홍문관부제학을 거쳐 다시 이조참의를 하다가 강원도관찰사에 제수되었고 1493년에는 호조참판, 사헌부대사헌, 동지중추부사를 하다가 오위도총부총관이 되었고 1495년에는 다시 사간원대사간을 하다가 또 동지중추부사를 거쳐서 다시 사헌부대사헌에 제수되었으나 1496년에 또 동지중추부사가 되었다. 1497년에 다시 사헌부대사헌을 제수받았고 1498년에는 이조참판으로 승차했으며 1500년에는 경기도관찰사가 되었다. 1501년에는 지중추부사가 되었다가 병조참판을 제수받았고 1502년에는 한성부판윤으로 승차하였다. 이후 호조판서와 공조판서를 하면서 지춘추관사와 세자좌빈객을 겸하였다. 그러나 1504년에 갑자사화 당시에 연루되어서 벼슬에서 쫓겨났다가 1506년에 중종반정이 일어난 뒤에 다시 지중추부사가 되었고 형조판서가 되어서 지경연사를 겸하였다. 1507년에는 우참찬이 되었고 1508년에는 이조판서가 되었으며 좌참찬으로 승차하여 지의금부사를 겸하였다. 이후 대사헌을 하다가 1509년에 다시 좌참찬을 거쳐서 우찬성이 되었고 이 해에 별세하였다.